# 湖北多人多职业足球俱乐部
湖北多人多职业足球俱乐部,一支位于武汉的原职业足球俱乐部，为原湖北武汉二队，1999年并入武汉职业足球俱乐部。
1998年1月21日,由省足协与湖北多人多集团共同组建了俱乐部，共投入经费700多万元，实行职业化管理。98年乙级联赛，因体测不达标，未能参加冲甲决赛。1999年在进入四强决赛中负于解放军超能，再度冲甲失败。12月，多人多球队22名注册球员所有权移交武汉职业足球俱乐部。